# SafeSeaNet
SafeSeaNet er en platform for udveksling af maritime data mellem de maritime administrationer EU-medlemslande samt Norge og Island med 
henblik på: 
- sikkerhed til søs
- havne og maritim sikkerhed
- Beskyttelse af havmiljøet
- Effektivitet af skibstrafikken og søtransport

Med direktiv Nr 2002/59 blev det vedtaget at lave en europæisk overvågnings- og informationssystem for skibsfarten, af den hensigten at overvinde de vanskeligheder, som den mangfoldighed af dataindsamlingsmetoder og systemer i europæiske havne for at udveksle oplysninger. Samtidig blev European Maritime Safety Agency (EMSA) etableret (direktiv nr 1406/2002) 27 Juni 2002 og EMSA blev operationel i 2003, og blev gjort ansvarlig for skabe og drive SafeSeaNet. der startet udvikling i 2004, der var igennem flere stager, det sluttet dog i 2009, da systemmet blev fuld operationel, der har dog siden været store forbedring som 2010, med en grafisk brugeflade med et søkort, at vise dataene. 

## EIS
Kernen i SafeSeaNet arkitektur er EIS (European Index Server). Dette fungerer som et sikkert og pålideligt indeks system i en "hub and spoke" netværk (herunder godkendelse, validering, transformation af data og logning), der sender ansøgninger om, og modtager meddelelser og svar fra godkendte brugere. Brugere kan levere og / eller anmode om data.